# Kojva
La Kojva (in russo Койва?) è un fiume della Russia europea orientale, affluente di destra della Čusovaja (bacino idrografico della Kama). Scorre nel Gornozavodskij rajon e nel distretto della città di Čusovoj del Territorio di Perm'.
Nasce e scorre nella regione pedemontana occidentale degli Urali centrali, dapprima con direzione meridionale, successivamente (a partire incirca da metà corso) occidentale; sfocia nella Čusovaja a 66 km dalla foce, alcuni chilometri a monte della città di Čusovoj. Il fiume ha una lunghezza di 180 km, il suo bacino è di 2 250 km². È prevalentemente un fiume di montagna, tortuoso e veloce. Sulle rive ci sono foreste di conifere.